# Семёновский, Пётр
Пётр Семёновский (пол. Piotr Siemionowski; 6 июня 1988, Мронгово, Польша) — польский спортсмен, байдарочник, чемпион мира и Европы.
Выступает на спринтерских дистанциях. В 2011 году выиграл две золотых награды на чемпионатах мира и Европы на дистанции 200 метров на байдарке-одиночке. Годом ранее на этой же дистанции становился бронзовым призёром мирового и европейского первенств.
Чемпион Польши на дистанциях 200 метров на байдарке-одиночке (2007, 2010, 2011), 200 метров на байдарке-двойке (2011, c Петром Мазуром), серебряный призёр на дистанции 200 метров на байдарке-одиночке (2008), 500 метров на байдарке-одиночке (2007, 2010), 500 метров на байдарке-двойке (2008, с Сильвестром Павлаком).
Серебряный призёр молодёжного первенства Европы на дистанции 500 метров на байдарке-одиночке (2009).